# Colonia tedesca (Haifa)

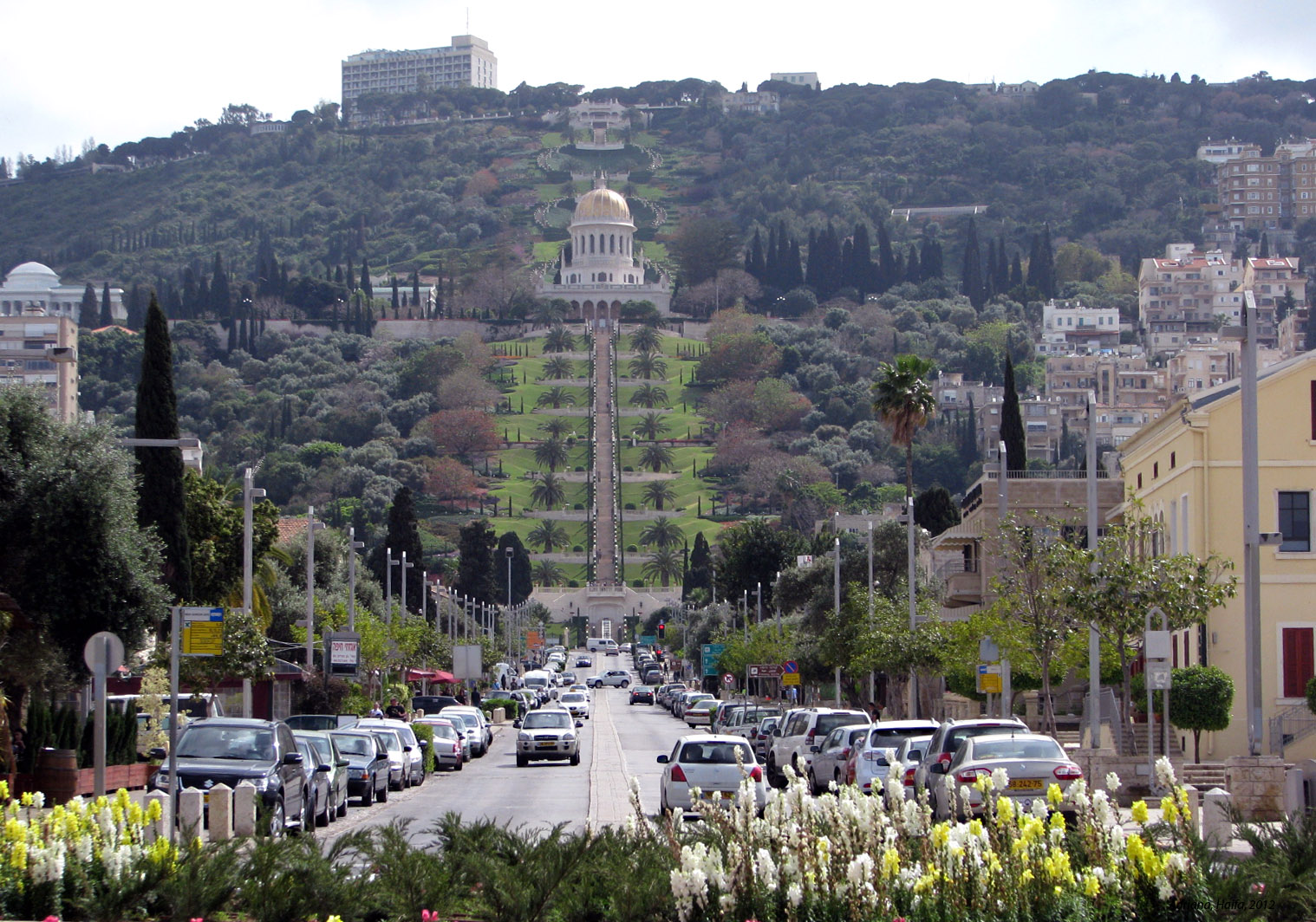
Vista della Colonia tedesca di Haifa al giorno d'oggi

La Colonia tedesca (in ebraico המושבה הגרמנית‎?, Hamoshava Hagermanit; in arabo المُستَعمَرة الألمانية‎?; in tedesco Deutsche Kolonie) è un quartiere di Haifa, in Israele. Il quartiere venne fondato nel 1869 secolo da immigrati tedeschi protestanti affiliati alla Società dei Templari.

## Storia

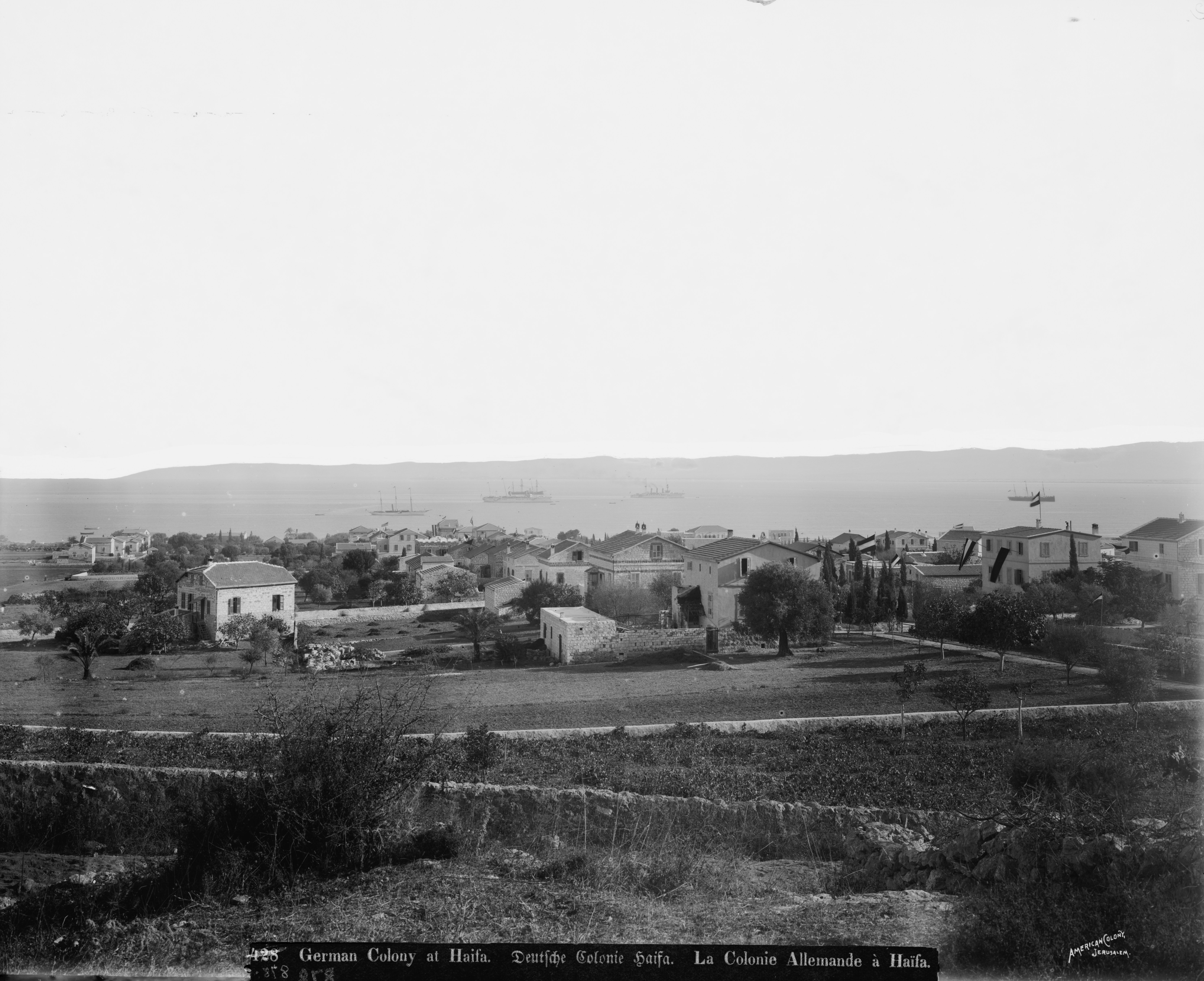
La Colonia tedesca nei primi decenni della sua storia

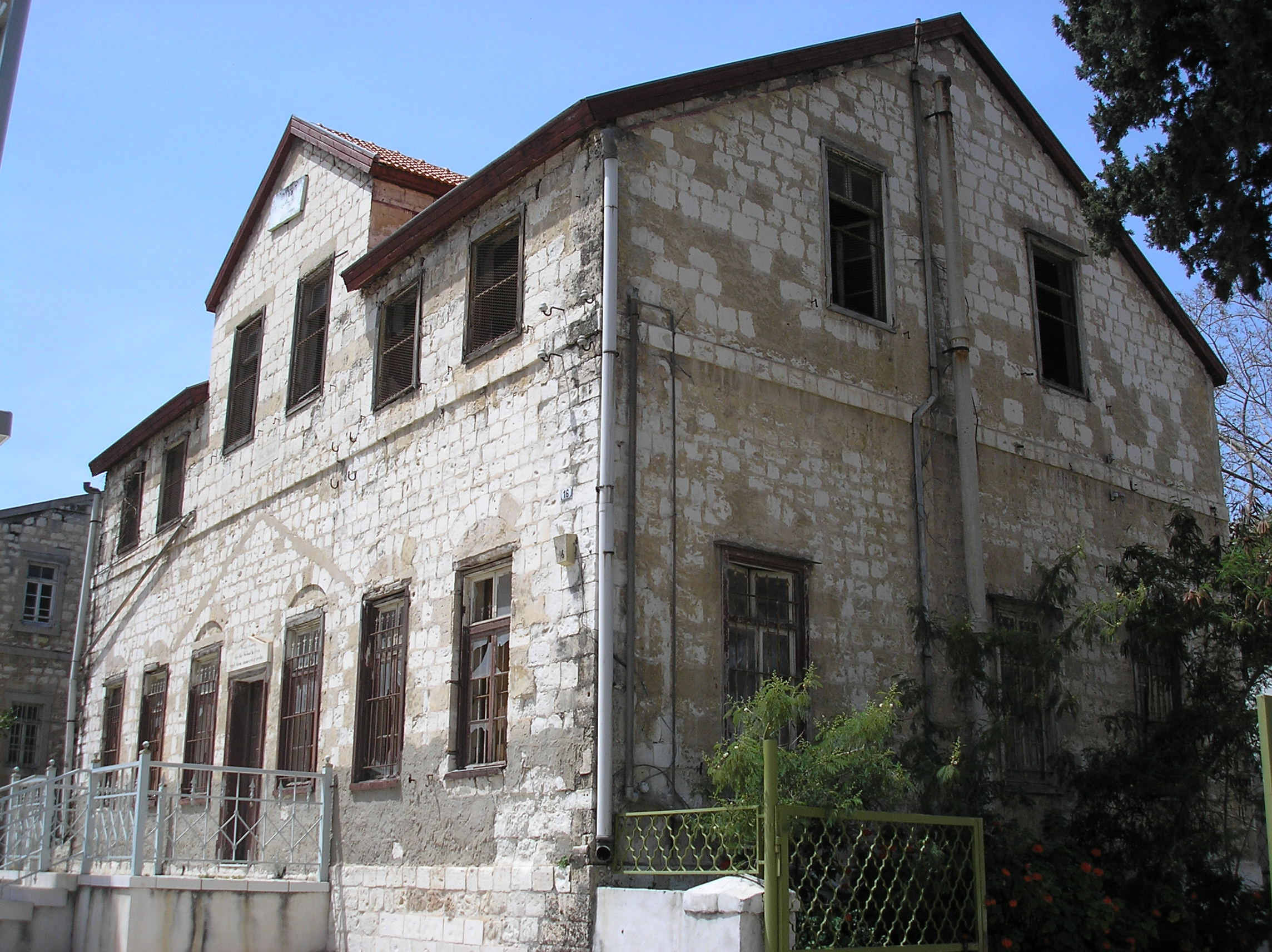
Edificio conservato della Società dei Templari

La Società dei Templari era un movimento religioso protestante originatosi nella Germania meridionale intorno al 1850; il movimento stabilì numerose colonie in Palestina. Guidati da Christoph Hoffmann e da Georg David Hardegg, nel 1869 i templari fondarono una di queste colonie ai piedi del monte Carmelo; nel giro di pochi anni la comunità raggiunse un certo benessere grazie all'avvio di piccole imprese e organizzò servizi di trasporto per le comunità di Giaffa, Acri e Nazaret. Nel 1874 la comunità templare si scisse e gran parte dei membri aderì alla Chiesa protestante di Prussia. I templari rimasero sempre più emarginati, mentre a partire dal 1891 i convertiti alla Chiesa protestante di Prussia ottennero supporto dal Jerusalemsverein e dalle autorità tedesche. Nel 1893 venne costruita una chiesa protestante. Negli ultimi decenni del XIX secolo la comunità contava centinaia di membri, dei quali decine di cittadini statunitensi.
Nel 1937 le autorità del mandato britannico rivelarono che oltre un terzo dei membri della comunità aveva la tessera del partito del Partito Nazista. Allo scoppio della seconda guerra mondiale tutti i membri della comunità furono deportati nei campi di internamento di Waldheim e Betlemme di Galilea. Molti furono successivamente trasferiti in Australia e la comunità fu completamente disciolta.